# Albatera
Albatera község Spanyolországban, Alicante tartományban. Lakosainak száma 13 296 fő (2024). Albatera Cox, Crevillent, Hondón de los Frailes, Orihuela, Granja de Rocamora, Hondón de las Nieves és San Isidro községekkel határos.

## Népesség
A település lakosságának változását az alábbi diagram mutatja:
| Lakosok száma | 9080 | 10 001 | 10 878 | 11 745 | 11 901 | 11 767 | 11 756 | 12 279 | 12 714 | 13 296 |
|               | 2001 | 2004   | 2006   | 2009   | 2011   | 2014   | 2016   | 2019   | 2021   | 2024   |